# بحرية الولايات المتحدة

ختم البحرية الأمريكية

بحرية الولايات المتحدة (USN) هي إحدى فروع قوات الولايات المتحدة المسلحة المسؤولة عن العمليات البحرية الأمريكية. وتعتبر بحرية الولايات المتحدة أكبر بحرية في العالم من حيث إزاحة السفن وهي أكبر من المراكز الإحدى وثلاثين التالية مجتمعة. توظف البحرية الأمريكية حاليا أكثر من 340,000 موظف في الخدمة الفعالة وحوالي 128,000 في احتياط البحرية. تعمل تحت خدمة البحرية 278 سفينة وأكثر من 4,000 طائرة. وكانت تسمى البحرية القارية في البداية إلى أن تغير اسمها الرسمي إلى بحرية الولايات المتحدة. ومن المميزات للبحرية الأمريكية أنها الوحيدة في العالم التي تهبط طائراتها على سطح حاملات الطائرات ليلا والوحيدة التي تستطيع قيادة طائرتين في الوقت نفسه.
كانت نتاج للبحرية القارية، التي أنشئت خلال حرب الاستقلال الأمريكية، وحلت بشكل أساسي ككيان مستقل بعد ذلك بوقت قصير. وفر دستور البلاد الأساس القانوني لاستخدام القوة العسكرية ممنوحة من الكونغرس الأمريكي وذلك «للتوفير والحفاظ على سلاح البحرية».
أدَّت عمليات السلب والنهب التي تعرَّضت لها السفن التجاريَّة الأمريكيَّة على يد القراصنة على طول الساحل البربري، أدَّت إلى إرغام الكونغرس الأمريكي على إصدار قانون البحريَّة لعام 1794، الذي قال بوجوب إنشاء ستة فرقاطات وتسليحها بالمدافع وإمدادها بالرجال، في سبيل حماية المصالح الأمريكيَّة في البحر المتوسط، وقد استُخدمت تلك السفن الأصليَّة لإنهاء أغلب عمليات القرصنة في تلك الأنحاء من العالم. أظهرت «بحريَّة المياه الزرقاء» الأمريكيَّة مقدرتها الهائلة خلال أوئل القرن العشرين، بالفترة المُمتدة من عام 1907 حتى عام 1909، عندما دار أسطولها الأبيض العظيم حول العالم.
في القرن الحادي والعشرين، استمرت البحرية تحتفظ بوجود كبير لها عالميا في مناطق مثل شرق آسيا والبحر الأبيض المتوسط وفي الشرق الأوسط. هي بحرية المياه الزرقاء، تملك قدرة على إبراز قوتها على المناطق الساحلية من العالم، والمشاركة في مجالات إعادة التوجية خلال زمن السلم والاستجابة السريعة للأزمات الإقليمية، مما يجعلها فعالة في خارج الولايات المتحدة وفي السياسة الدفاعية.
يتم إدارة البحرية الأمريكية من قبل إدارة البحرية المركزية التي يرأسها شخص مدني. ويذكر أن إدارة البحرية تابعة لوزارة الدفاع الأمريكية التي يرأسها وزير الدفاع الأمريكي. في أكثر الأحيان يكون قائد العمليات البحرية هو صاحب أعلى رتبة عسكرية في البحرية الأمريكية ولكن صاحب الرتبة العسكرية الأعلى حاليا هو نائب رئيس هيئة الأركان المشتركة ويشغل المنصب حاليا جيمس وينفيلد.

## هياكل البحرية
تنقسم البحرية الأمريكية إلى تسع هياكل وهي:
- شبكة الحروب البحرية
- شبكة الأساطيل البحرية
- شبكة احتياطات البحرية
- شبكة الحروب البحرية الخاصة
- شبكة اختبار القوة التنفيذية والتقييم
- شبكة النقل العسكري البحري
- شبكة الاستطلاعات القتالية
- شبكة قوة سايبر (بالإنجليزية: CYBERFOR)‏ المختصة في الاستخبارات البحرية
- شبكة التنظيم والقيادة المركزية

## مؤسسات القوات البحرية
لتسهيل سير قوات البحرية بنجاح قرر البنتاغون إنشاء مؤسسات متخصصة منذ أبريل 2011، وهي:
- مؤسسة التدريب والتعليم
- مؤسسة الأرصاد الجوية البحرية وعلوم المحيطات
- مؤسسة نظم القيادة في الحرب
- مؤسسة الهندسة البحرية
- مؤسسة الإمدادات البحرية
- مؤسسة السلامة البحرية
- مؤسسة الضربة البحرية والجوية

## القواعد العسكرية

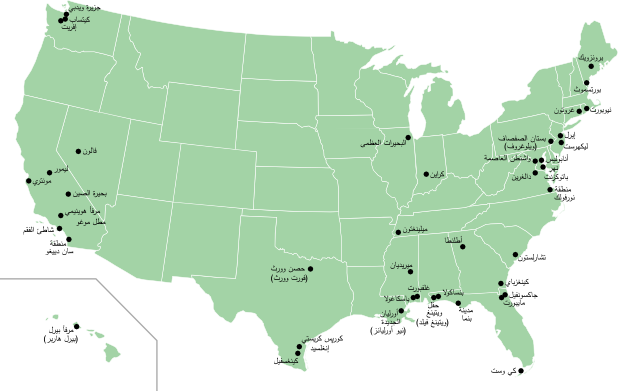
خارطة القواعد العسكرية للبحرية الأمريكية في الداخل الأمريكي.

توجد أكثر القواعد العسكرية للبحرية الأمريكية في داخل المدن الأمريكية. وهي موزعة كما يظهر بالخريطة على الرغم من وجود قواعد أخرى في الأراضي التابعة للولايات المتحدة مثل بورتو ريكو والجزر العذراء الأمريكية وغوام وغيرها بالإضافة إلى وجود قواعد أخرى في مختلف دول العالم.

### في المناطق تحت السيطرة الأمريكية
توجد قاعدة للبحرية الأمريكية في غوام تتبع للولايات المتحدة الأمريكية حيث يوجد في قاعدة غوام العسكرية مياه عميقة يمكنها إيواء حاملات الطائرات الأمريكية في الحالات الطارئة. وتوجد قاعدة أخرى في بورتو ريكو التي تتبع الولايات المتحدة الأمريكية أيضًا.

### في الدول الأخرى
توجد قواعد عسكرية متعددة حول العالم للبحرية الأمريكية. تقع أكبر قاعدة عسكرية للبحرية الأمريكية خارج الولايات المتحدة في مدينة يوكوسوكا، كاناغاوا في اليابان وهي المسؤولة عن حماية اليابان وغرب المحيط الهادي. وتوجد أيضا القاعدة البحرية الجوية في سيغونيلا في إيطاليا. ويوجد غيرها في أوروبا مثل اليونان وإسبانيا وتتم قيادتها من قبل مقر البحرية الأمريكية المتواجدة في جزيرة جيتا. أما في الشرق الأوسط فتوجد القواعد للبحرية الأمريكية في المنامة وقاعدة السيلية العسكرية في قطر. توجد قاعدة كبيرة أخرى في خليج جوانتانامو وكوبا.

### أساطيل بحرية الولايات المتحدة

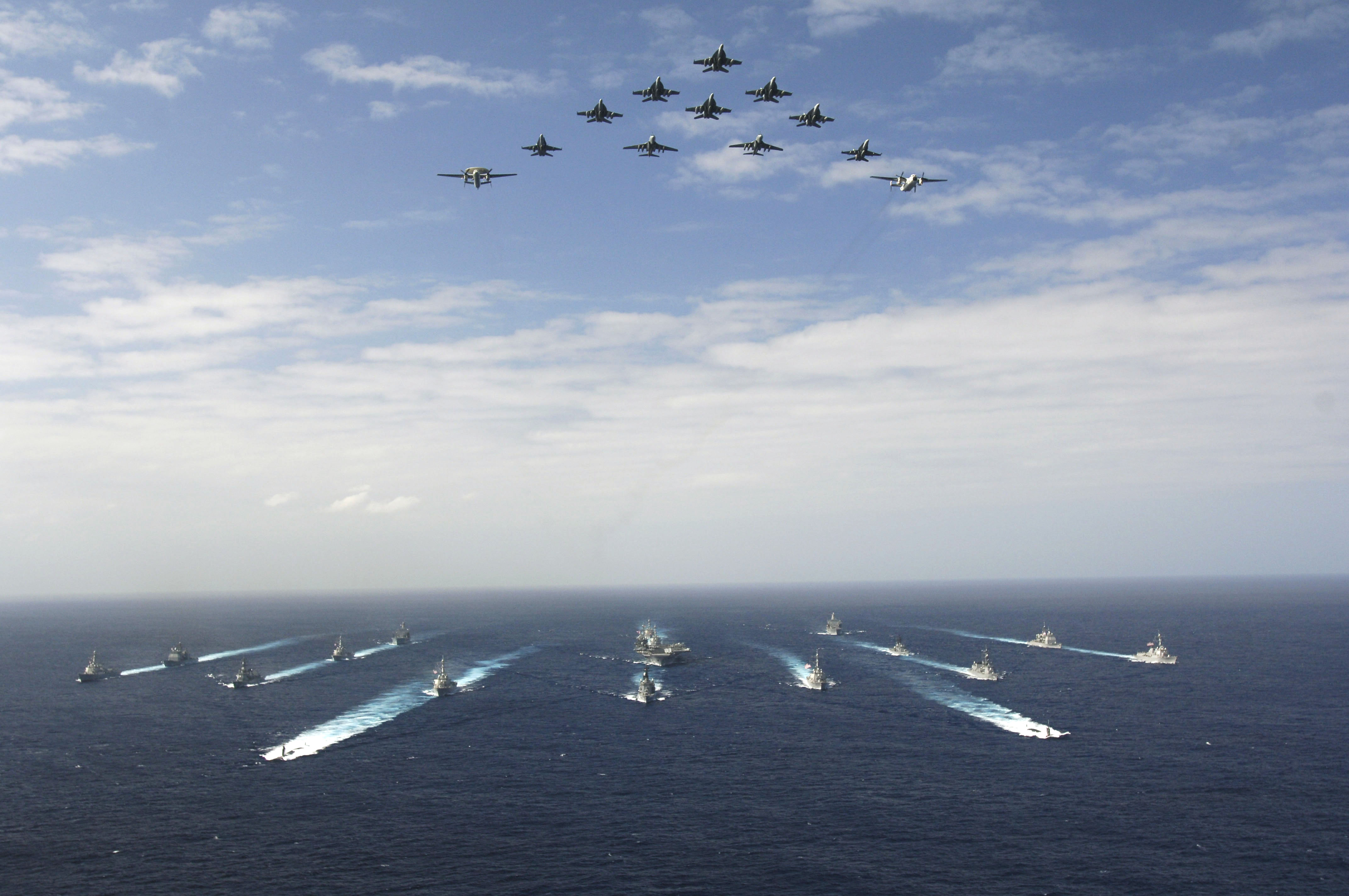
أحد أساطيل بحرية الولايات المتحدة.

يتكون الأسطول الأمريكي حالياً من ستة أساطيل قيد الخدمة وواحد احتياطيّ. ويستلم كل إسطول منها السيطرة والقيام بالعمليات في جزء محدد من العالم. والأساطيل هي:
- الأسطول الثالث: (15 مارس 1943-الآن) مسؤول عن عمليات البحرية الأمريكية في المنطقة الشرقية والشمالية من المحيط الهادئ ومركزه مدينة سان دييغو.
- الأسطول الرابع: (1943-1950) وبعدها (2008-الآن) مسؤول عمليات بحرية الولايات المتحدة في قارة أمريكا الجنوبية وأمريكا الوسطى. مركزه مدينة جاكسونفيل، فلوريدا.
- الأسطول الخامس: (1944-1947) وبعدها (1995-الآن) مسؤول عمليات بحرية الولايات المتحدة في منطقة الخليج العربي والبحر الأحمر وبحر العرب وشرق أفريقيا. مركزه قاعدة البحرية الأمريكية في البحرين.
- الأسطول السادس: (1946-الآن) مسؤل عمليات بحرية الولايات المتحدة في قارة أوروبا، والبحر الأبيض المتوسط.[9] مركزه مدينة نابولي الإيطالية.
- الأسطول السابع: (1943-الآن) مسؤول عمليات بحرية الولايات المتحدة في شرق أسيا وجنوب شرق آسيا. مركزه مدينة يوكوسوكا، كاناغاوا اليابانية (وهو أكبر إسطول بحري خارج الولايات المتحدة).
- الأسطول العاشر: (1943-1947) وبعدها (2010-الآن) مسؤول عمليات بحرية الولايات المتحدة والبرنامج البحرية في حرب الفضاء الإلكتروني والإنترنت. ومركزه في ولاية ماريلاند
- أسطول الاحتياط: وهو أسطول غير نشط حالياً.

## المهام
قال توماس جيفرسون: «مهمة البحرية الأمريكية هي لتدريب وتحضير قوة مستعدة للقتال البحري وتكون قوية لحماية حرية البحار»
والآن المهمة الرسمية في الزمن الحالي هي حماية سواحل وبحار الولايات المتحدة الأمريكية وحلفائها ومساعدتهم في الملاحة البحرية في البحار والمحيطات والأهم هو حماية الولايات المتحدة الأمريكية من أعدائها.
تتحمل بحرية الولايات المتحدة الأمريكية، في الوقت الحالي، مسؤولية بناء وتطوير أسلحة وسفن قادرة على أداء مهامها.

## العلاقات مع التنظيمات الأخرى

### قوات مشاة البحرية الأمريكية

شعار قوات مشاة البحرية الأمريكية.

شعار قوات حرس الحدود الأمريكية.

في سنة 1834 تم وضع قوات مشاة بحرية الولايات المتحدة أو ما يسمى بالمارينز في اللغة الأنجليزية. وتشكل مع البحرية القوة اللازمة للولايات المتحدة للقتال في البحار والمحيطات. وللمارينز لباسهم الخاص الذي يرتدونه دائمًا وهو مختلف عن لباس البحرية إلا إذا صدر الأمر لهم ليرتدوا الزي الذي تستعمله البحرية. ويتم التحكم بالمارينز من قبل قيادات تابعة للبحرية ونفس الشيء يكون عند استعمال الأسلحة.

### حرس السواحل الأمريكي
تكون قوات حرس الحدود الأمريكية تابعة لقيادات البحرية الأمريكية خاصا خلال حالات الطوارئ حيث تتلقى قوات البحرية وحرس الحدود الأوامر مباشرة من رئيس الولايات المتحدة ويجب أن تطبق قوات حرس الحدود الأوامر الصادرة لها كجزء من البحرية، حيث أنها تؤدي الاعتقالات وغيرها من الأمور لتنفيذ القانون أثناء صعود الهجوم واعتراض المهام. في أوقات الحرب، أو عند التوجية من قبل رئيس البلاد، يعمل حرس السواحل على الخدمة في سلاح البحرية ويخضع لأوامر من وزير البحرية حتى يتم نقل مرة أخرى إلى وزارة الأمن الوطني. بالإضافة إلى ذلك، تعمل خفر السواحل مع سفن البحرية في بعض الأحيان في عمليات البحث والانقاذ.

## التاريخ

### البداية

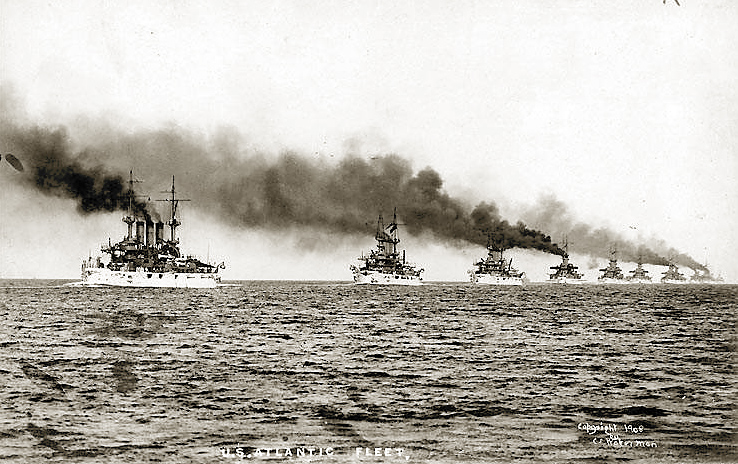
سفن من اسطول البحرية الأمريكية سنة 1907.

قال جورج واشنطن واصفًا البحرية سنة 1776: «في ظلام الليل الدامس، نحتاج القوة والسفن البحرية فبدونها ليس لنا شيء ومعها لنا النصر والكرامة.»
في بداية حرب الاستقلال الأمريكية بين الثوار الأمريكان والإمبراطورية البريطانية العظمى، تأسست البحرية الأمريكية بعد مشاورات وحوارات في مؤتمر فيلادلفيا، حيث كان الموافقون يقولون أنها ستوفر الحماية والنقل والتجارة وستسهل الاتصال بالدول الأخرى،  والمعارضيين قالوا أن مجابهة البحرية الملكية البريطانية قد تكون لها عواقب وخيمة. في النهاية صدر القرار بتأسيس بحرية الولايات المتحدة الأمريكية بتاريخ 25 أكتوبر 1775 لحماية السواحل الأمريكية.
حققت البحرية القارية نتائج متباينة، بل كانت ناجحة في عدد من التعاقدات، وداهمت العديد من السفن التجارية البريطانية، لكنها خسرت 24 من سفنها، وتم خفض العتاد إلى سفينتان. كما قل اهتمام الكونغرس، بعد النزاع من أجل تأمين الحدود الغربية للولايات المتحدة الجديد، اعتبر الاستغناء عن البحرية أمر ممكن بسبب بسبب ارتفاع تكاليف تشغيلها وعددها المحدود من الأدوار.

### من البداية إلى الحرب الأهلية

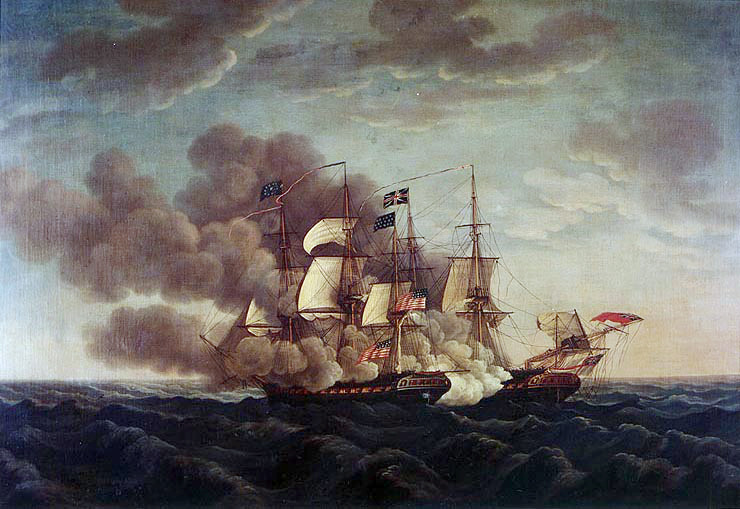
يو إس إس كونستيتيوشن.

قال الرئيس الأمريكي توماس جيفرسون واصفًا أهمية وجود قوات بحرية: «إذا أردنا الاستمرار في تجارتنا، علينا أن نؤسس قوة بحرية قوية.»
بقت الولايات المتحدة من دون سلاح بحرية لمدة عقد من الزمن، وبسبب الهجمات التي تعرضت لها السفن التجارية الأمريكية من فبل القراصنة البربر. وكان الحل وجود قواة بحرية مسلحة لحماية السفن التجارية للولايات المتحدة وتم إطلاق أول سفينة حربية للبحرية الأمريكية للمرة الأولى في سنة 1797. بعد ذلك وعلى الرغم من الحماية الجيدة التي وفرتها تلك السفينة للتجارة، اقترح القادة الأمريكان إضافة سفن أخرى وتوسيع قدرة البحرية ولذلك تم إضافة ستة فرقاطات وتم إطلاقها بتاريخ 27 مارس سنة 1794.
في أعقاب شبه الحرب مع فرنسا، وضعت البحرية الأمريكية خطة عمل كبيرة للقيام بحروب ضد بريطانيا وفرنسا لطرد قواتهما من الأراضي الأمريكية عام 1812، حيث طردت البحرية الأمريكية سفن عديدة تابعة إلى البحرية الملكية البريطانية، ودفعت جميع القوات البريطانية للخروج من بحيرة إري وبحيرة شامبلين.
ساهمت البحرية الأمريكية في الحرب المكسيكية الأمريكية وذلك بواسطة وضع متاريس على الموانئ المكسيكية لمنع القواة المكسيكية من التحرك وللسيطرة على شواطئ المكسيك، وتولَّت سفنها أسر وحرق اسطول البحرية المكسيكية في خليج كاليفورنيا والاستيلاء على جميع المدن الرئيسية في شبه جزيرة باها كاليفورنيا. في وقت لاحق نجحت البحرية الأمريكية في الوصول إلى عاصمة المكسيك والسيطرة عليها، وتمكنت من ضم ولايات تكساس وكاليفورنيا ونيومكسيكو ونيفادا إلى الولايات المتحدة. وبذلك أصبحت الولايات المتحدة قوة عالمية عسكرية، وبرزت صحَّة ذلك بشكلٍ أكبر بعد إرسال الأساطيل إلى اليابان سنة 1854.
لعبت القوة البحرية دوراً هاماً أثناء الحرب الأهلية الأمريكية، حيث كان الاتحاد لديه ميزة واضحة وهي السيطرة على البحار على عكس القوات الكونفدرالية التي أرادت الانفصال عن الولايات المتحدة. وبذلك حاصرت قوات الاتحاد الولايات الجنوبية طوال فترة الصراع. ساهمت البحرية الاميركية في فتح عهد جديد في تاريخ البحرية العالمية من خلال وضع مدرعات وسفن حربية في القتال لأول مرة. وفي معركة هامبتون عام 1862 استُخدمت أولى السفن البخاريَّة الحربيَّة لتُظهر القدرة العسكرية الجبَّارة للسلاح البخري الأمريكي مرَّة أخرى. وبهذا قدمت الولايات المتحدة الأمريكية نفسها للعالم كقوى عالمية جديدة.

### القرن العشرين

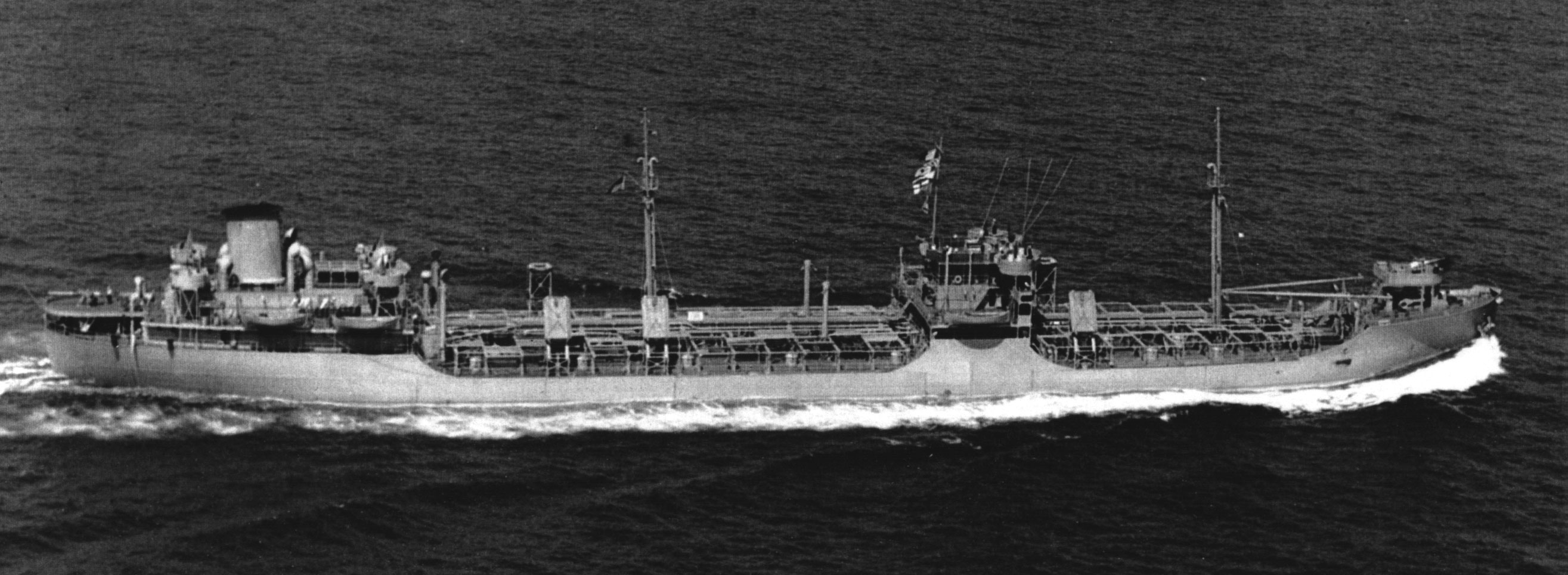
الناقلة الأمريكية خلال الحرب العالمية الثانية.

حفز برنامج التحديث الذي بدأ في سنة 1880 صناعة سفن حربية من الحديد المقشر، مما ساعد صناعة الصلب الاميركية وجلب استخدام الصلب في سلاح البحرية، وهذا التوسع السريع في سلاح البحرية الأميركية وفوزها السهل على البحرية الإسبانية في عام 1898 فرض احترام جودة الصناعة والتقنية الأمريكية. في عام 1907 تم صناعة أسطول سفن أمريكية وأطلق عليها اسم الأسطول الأبيض العظيم، قامت بالطواف حول العالم خلال 14 شهرا، بأمر من الرئيس ثيودور روزفلت، في مهمة تهدف إلى اظهار قدرة القوات البحرية لتمتد إلى المسرح العالمي. وبحلول عام 1911، كانت الولايات المتحدة قد بدأت ببناء أسطول من البوارج البحرة أطلق عليها اسم سوبر دريدنوت لتصبح في نهاية المطاف قادرة على منافسة بريطانيا. وشهدت البحرية عمل قليل خلال الحرب العالمية الأولى، ولكن مع ذلك نمت قوة بحرية الولايات المتحدة في إطار برنامج طموح لبناء السفن المرتبطة بقانون البحرية لعام 1916. اقتصر بناء السفن الحربية في وقت لاحق على البوارج البحرية خصوصًا، بعد صدور مقررات مؤتمر واشنطن (1921-1922). بنيت ساراتوجا وكسينغتون على أبدان طرادات معركة غير مكتمل البناء التي تم إلغاؤها من قبل المعاهدة، واستمر بناء حاملات طائرات. وتم التسريع بعد الصفقة الجديدة، التي وفرت التمويل اللازم لبناء حاملة الطائرات يوركتاون (CV-5) ويو إس إس المؤسسة (CV-6). بحلول عام 1936، مع الانتهاء من يو إس إس (CV-7)، امتلكت البحرية الأمريكية أسطولاً بلغ وزن قطعه كاملةً 165,000 طن، على أنَّ الرقم الذي سُجِّل وأُظهر في الوثائق كان 135,000 طن، لكي يكون ضمن شروط وقيود المعاهدة.

### الحرب العالمية الثانية

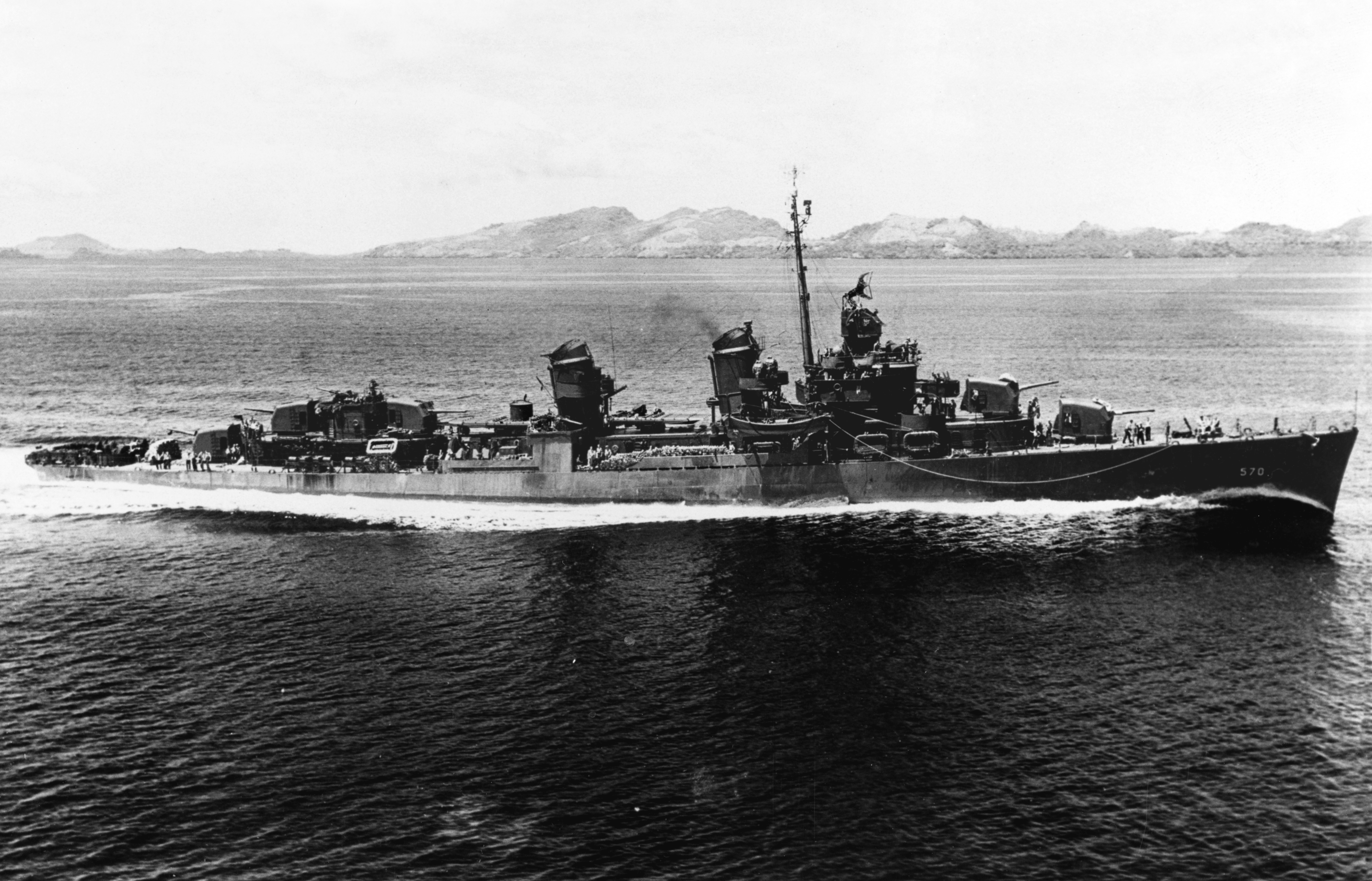
المدمرة الأمريكية تشارلز أوسبورن سنة 1943.

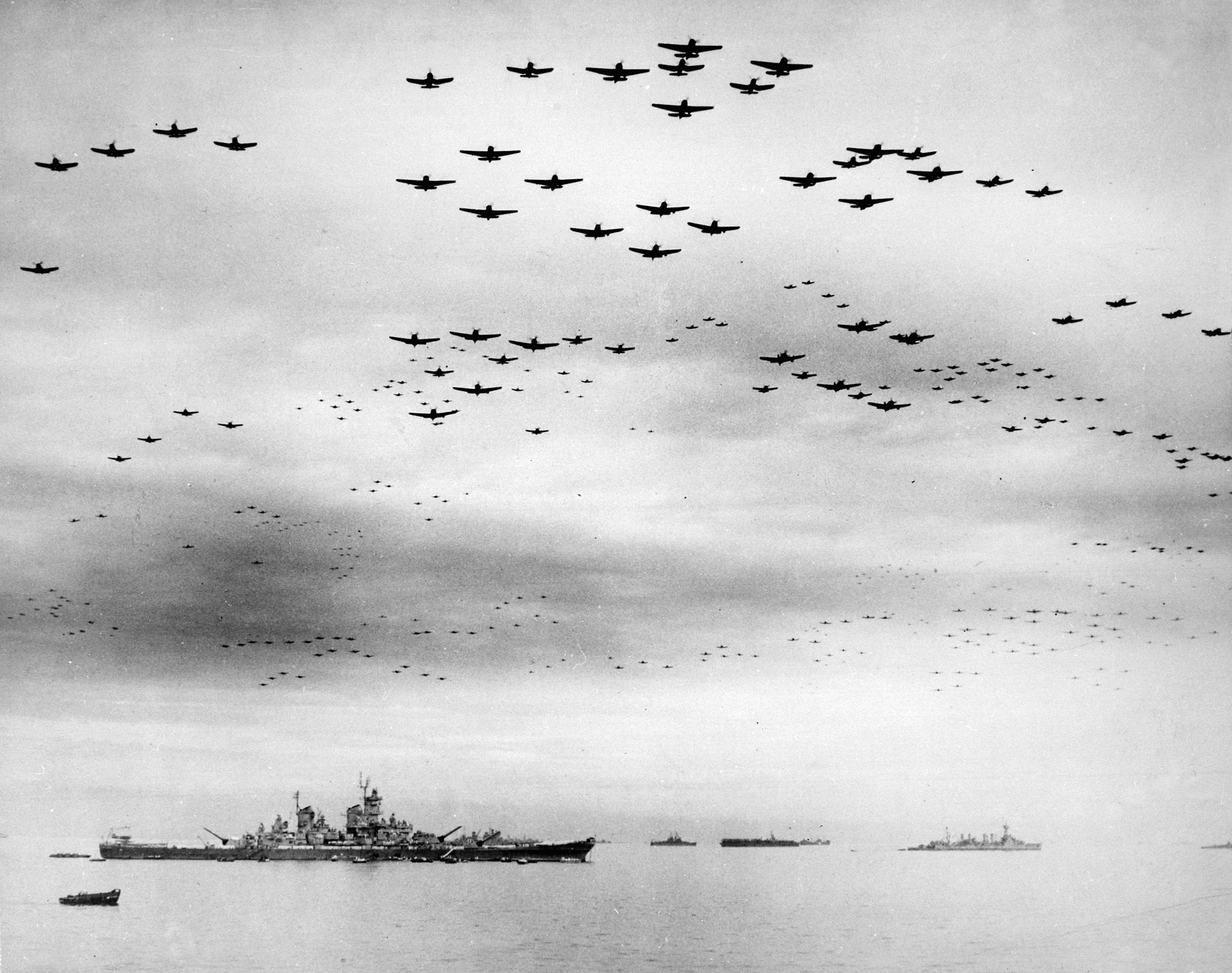
بحرية الولايات المتحدة والقوات الجوية الأمريكية تحتفل باستسلام اليابان وانتهاء الحرب بفوز الولايات المتحدة.

نمت البحرية الأمريكية إلى قوة هائلة في السنوات التي سبقت الحرب العالمية الثانية، مع إعادة تشغيل بارجة الإنتاج في عام 1937، بدءا من ولاية كارولينا الشمالية يو إس إس (BB-55). حاولت اليابان تبديد هذا التهديد الإستراتيجي، المُتمثل بنمو البحرية الأمريكية وسيادتها على المحيط الهادئ، فهاجمت ميناء بيرل هاربورعام 1941 هجومًا مُفاجئًا. بعدها دخلت أمريكا إلى الحرب، ونمت البحرية الأمريكية بشكل كبير، وتولَّى الأسطول الحرب على جبهتين في البحار، وحقق انتصارات ملحوظة في مسرح المحيط الهادي. وشاركت البحرية الأميركية في معارك هامة كثيرة، بما في ذلك معركة بحر المرجان، ومعركة ميدواي، وجزر سليمان، ومعركة بحر الفلبين، ومعركة خليج ليتي، ومعركة أوكيناوا. وبحلول عام 1943، وكان حجم قوات البحرية أكبر من الأساطيل المشتركة لجميع الدول المقاتلة الأخرى في الحرب العالمية الثانية. وبحلول نهاية الحرب في عام 1945، كانت بحرية الولايات المتحدة قد أضافت مئات السفن الجديدة، بما في ذلك حاملات الطائرات إف-18 والبوارج 8، وكانت تشكل أكثر من 70% من الأرقام الاجمالية للسفن القتالية في العالم في والحمولة الكلية للسفن البحرية زادت بمعدل 1000 طن أو أكثر. وكانت الولايات المتحدة البحرية تسير على خطى القوات البحرية لبريطانيا العظمى وألمانيا التي فضلت مجموعات مركزة من البوارج والأسلحة الرئيسي لبحرية هجومية.

### بعد الحرب العالمية
بحلول نهاية الحرب. كانت بحرية الولايات المتحدة تسير على خطى القوات البحرية لبريطانيا العظمى وألمانيا التي فضلت مجموعات مركزة من البوارج والأسلحة الهجومية الرئيسية للبحريات الحديثة. وعملت على تطوير حاملات الطائرات واستخدامها لتدمير أساطيل الأعداء.
شاركت البحرية الأمريكية بالحرب الكورية وحرب فيتنام حيث كانت العمليات المركزة للبحرية هي على السواحل وتقوم على استخدام حاملات الطائرات لضرب العدو والمحاولة للسيطرة على المدن الساحلية ونقل الأسلحة والمعدات والمروحيات إلى الجيش والقوة الجوية إلى الداخل الفيتنامي.

### الحرب الباردة

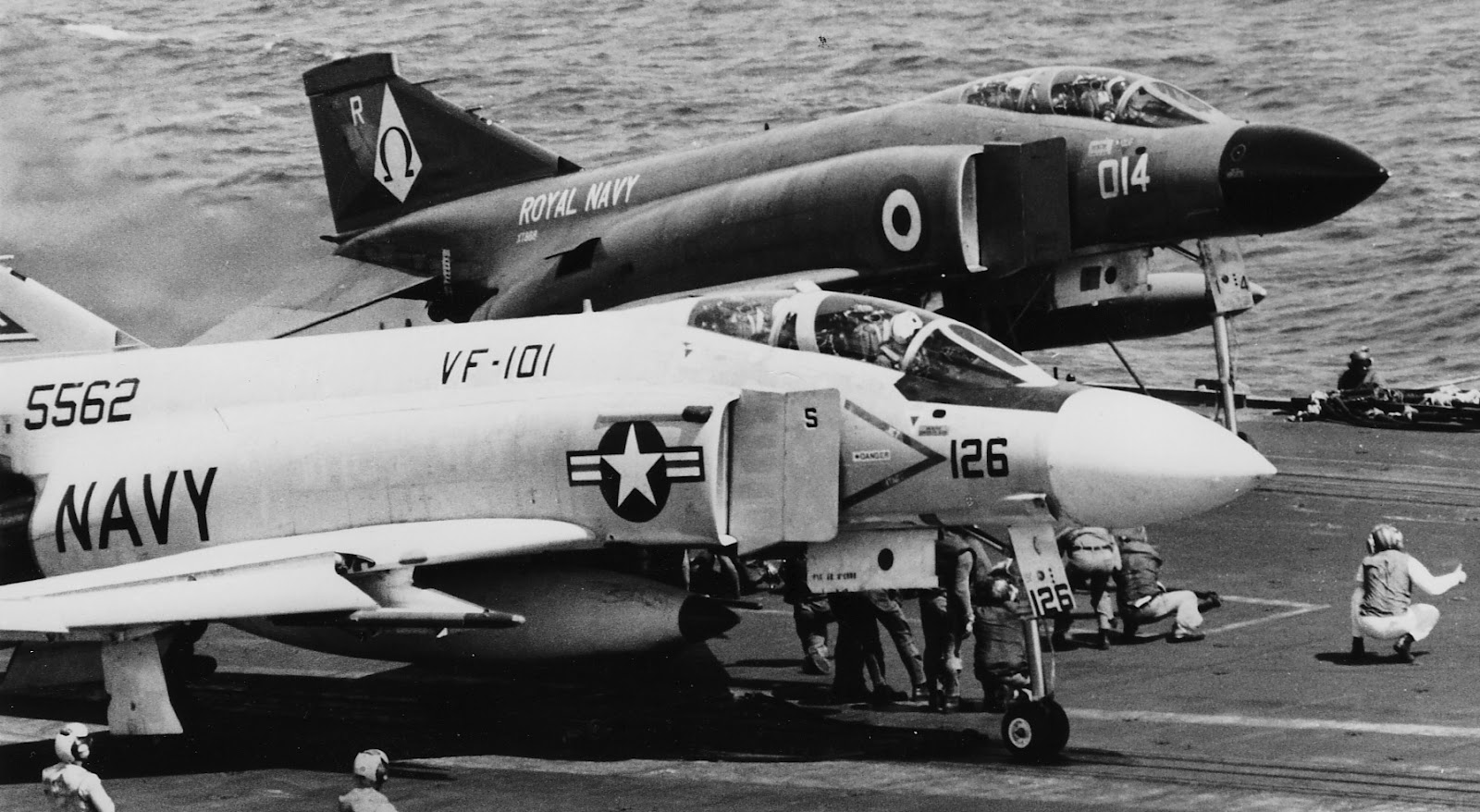
طيران البحرية الأمريكي خلال الحرب الباردة سنة 1975.

دفعت احتمالات الصراع المسلح مع الاتحاد السوفياتي خلال الحرب الباردة البحرية الأمريكية على مواصلة تقدمها التكنولوجي من خلال تطوير نظم أسلحة جديدة، وسفنها، وطائراتها. تغيرت إستراتيجية البحرية الأمريكية إلى التركيز على الانتشار إلى الأمام في دعم حلفاء الولايات المتحدة، مع التركيز على صنع وتطوير مجموعات حاملات الطائرات المقاتلة.
وكان سلاح البحرية من أبرز المشاركين في حرب فيتنام، وحصار كوبا خلال أزمة الصواريخ الكوبية، من خلال استخدام غواصات الصواريخ البالستية التي أصبحت جانبا هاما من قدرة الولايات المتحدة النووية وسياسة الردع الإستراتيجي. أجرت بحرية الولايات المتحدة عمليات قتالية مختلفة في الخليج العربي ضد إيران في عامي 1987 و1988، وأبرزها عملية فرس النبي. وشاركت على نطاق واسع في سلاح البحرية في عملية عاجلة سميت عملية درع الصحراء وعملية عاصفة الصحراء وعملية القوة المتعمدة وعملية القوة المتحالفة بالإضافة إلى عمليتي ثعلب الصحراء والمراقبة الجنوبية.
كما شاركت البحرية الأمريكية في عمليات البحث والإنقاذ في بعض الأحيان بالاشتراك مع سفن من دول أخرى، وكذلك مع سفن حرس السواحل الأمريكي مثل حوادث تحطم الطائرات والبحث عن القنابل النووية، وقامت قوات تابعة لإسطول البحرية الأمريكية بالبحث عن طائرة الخطوط الجوية الكورية رحلة 007 التي أسقطت من قبل السوفيات بتاريخ 1 سبتمبر 1983.

### القرن الحادي والعشرين

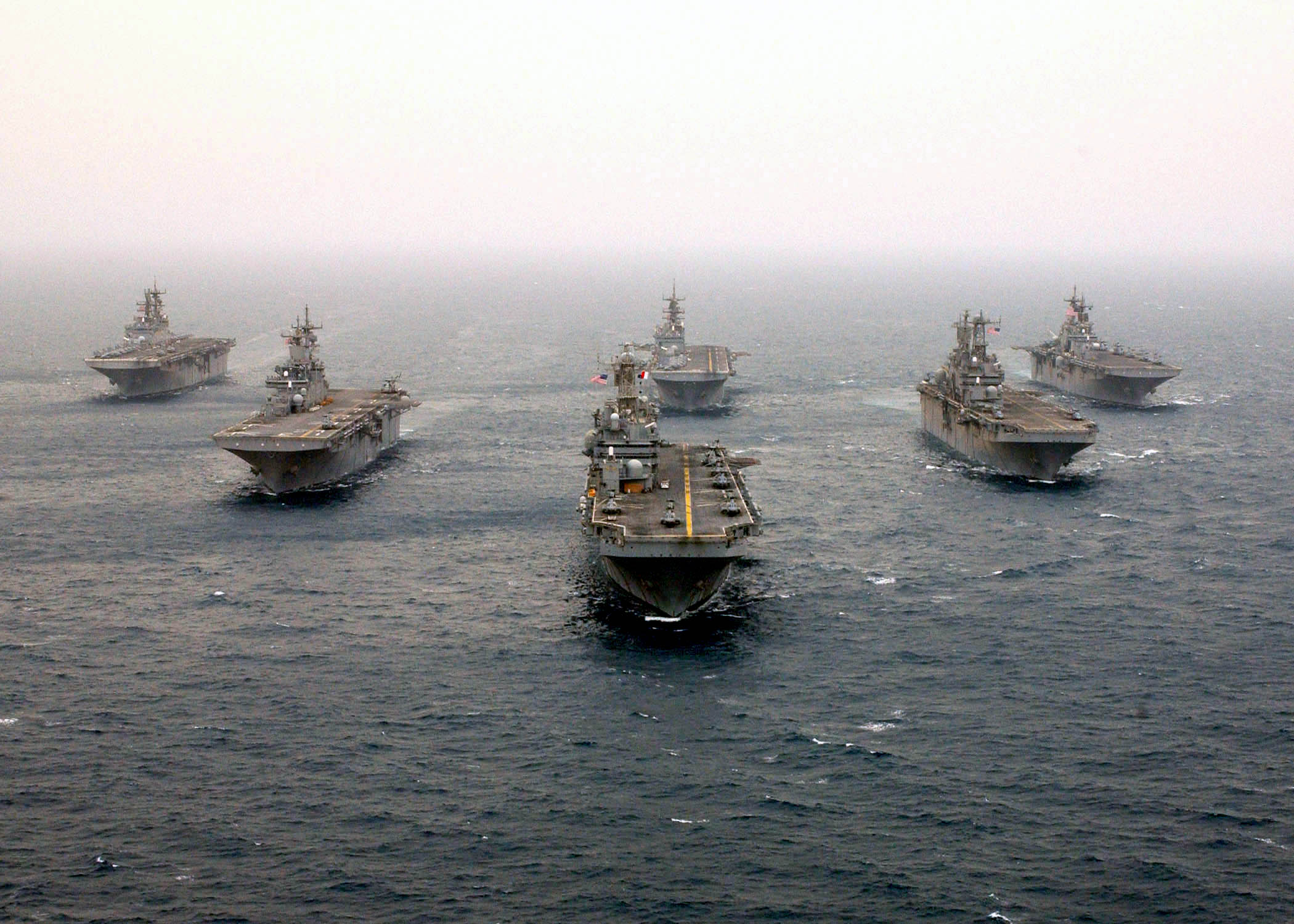
سفن من أسطول بحرية الولايات المتحدة.

استمرت بحرية الولايات المتحدة تشكل دعما كبيرا لمصالح الولايات المتحدة في القرن الحادي والعشرين منذ نهاية الحرب الباردة، وحولت تركيزها من الاستعدادات لحرب واسعة النطاق مع الاتحاد السوفياتي على العمليات الخاصة والبعثات في الصراعات الإقليمية خاصا في الشرق الأوسط وفي شمال أفريقيا. وشاركت البحرية في عملية الحرية الدائمة في أفغانستان وحرب العراق، وكانت من أبرز المشاركين في الحرب الدائرة على الإرهاب.
التنمية ما زالت على متن السفن والأسلحة الجديدة، بما في ذلك الناقلة جيرالد فورد فئة الطائرات والسفن القتالية الساحلية. بسبب حجمها والأسلحة والتكنولوجيا والقدرة على إبراز قوتها في مناطق بعيدة عن الولايات المتحدة.
في عام 2007، انضمت مشاة البحرية الأمريكية وقوات حرس السواحل الأمريكية إلى البحرية الأمريكية لاعتماد إستراتيجية جديدة تسمى البحرية الإستراتيجية التعاونية. وقد عرضت هذه الإستراتيجية من قبل رئيس العمليات البحرية، وقائد سلاح مشاة البحرية وقائد خفر السواحل في الندوة الدولية للقوة البحرية في مدينة نيوبورت بولاية رود آيلاند بتاريخ 17 تشرين الأول 2007. وفي سنة 2010، أعلن رئيس العمليات البحريَّة، أمير البحار (الأميرال) غاري رافهيد، أن المطالب والمسؤوليات المُلقاة على عاتق البحريَّة الأمريكيَّة قد ازدادت بعد أن تقلَّص حجم الأسطول بسبب التراجع في الميزانيَّة، وأنَّ على سلاح البحريَّة الاعتماد على الشراكات الدوليَّة بشكلٍ أكبر حتى في المستقبل. أعلنت البحرية في خطاب موازنتها لعام 2013 عن رغبتها باستعادة جميع حاملات الطيران الإحدى عشر مُقابل تقليص عدد السفن الأصغر وتأخير موعد استبدال سفينة SSBN الحربيَّة.

## التنظيم
تتولى وزارة البحرية إدارة شؤون البحرية الأمريكيَّة، وهذه تتبع وزارة الدفاع الأمريكية، تحت قيادة أمين عام البحرية (SECNAV)، ويشغل هذا المنصب حالياً راي مابوس. أبرز ضابط بحري هو رئيس العمليات البحرية (CNO)، وهو أميرال من فئة الأربع نجوم، يتبع وزير البحرية مُباشرةً ويُسأل أمامه. في الوقت نفسه، فإن رئيس العمليات البحرية هو أحد أعضاء هيئة الأركان المشتركة، وهو صاحب ثاني أعلى رتبة في هيئة القوات المسلحة في مجلس الأمن القومي للولايات المتحدة، على الرغم من أنه يلعب فقط دورا استشاريا للرئيس ولا تشكل اسميا جزءا من سلسلة القيادة. وزير البحرية، ورئيس العمليات البحرية هما المسؤولان عن التنظيم والتدريب والتوظيف، وتجهيز القوات البحرية بحيث تكون جاهزة للعمل تحت إمرة قادة المقاتلين الموحدة. هناك أيضًا معمل أبحاث البحرية الأمريكية وهو المعمل الذي يختص بالبحث العلمي والتابع للبحرية الأمريكية لتطوير وتحسين الأسلحة وغيرها.

## المعدات والاسلحة
تتكوَّن البحرية الأمريكية من أكثر من 290 سفينة، و3,700 طائرة، و50,000 سيارة ومعدات غير قتالية، وتملك 75,200 بناية على مساحة 13,000 كم مربع. وهناك خطط حالية للحد من استخدام الوقود والنفط وبدل ذلك استعمال الطاقة الشمسية وطاقة الرياح والماء للتعويض عن النفط.

### السفن

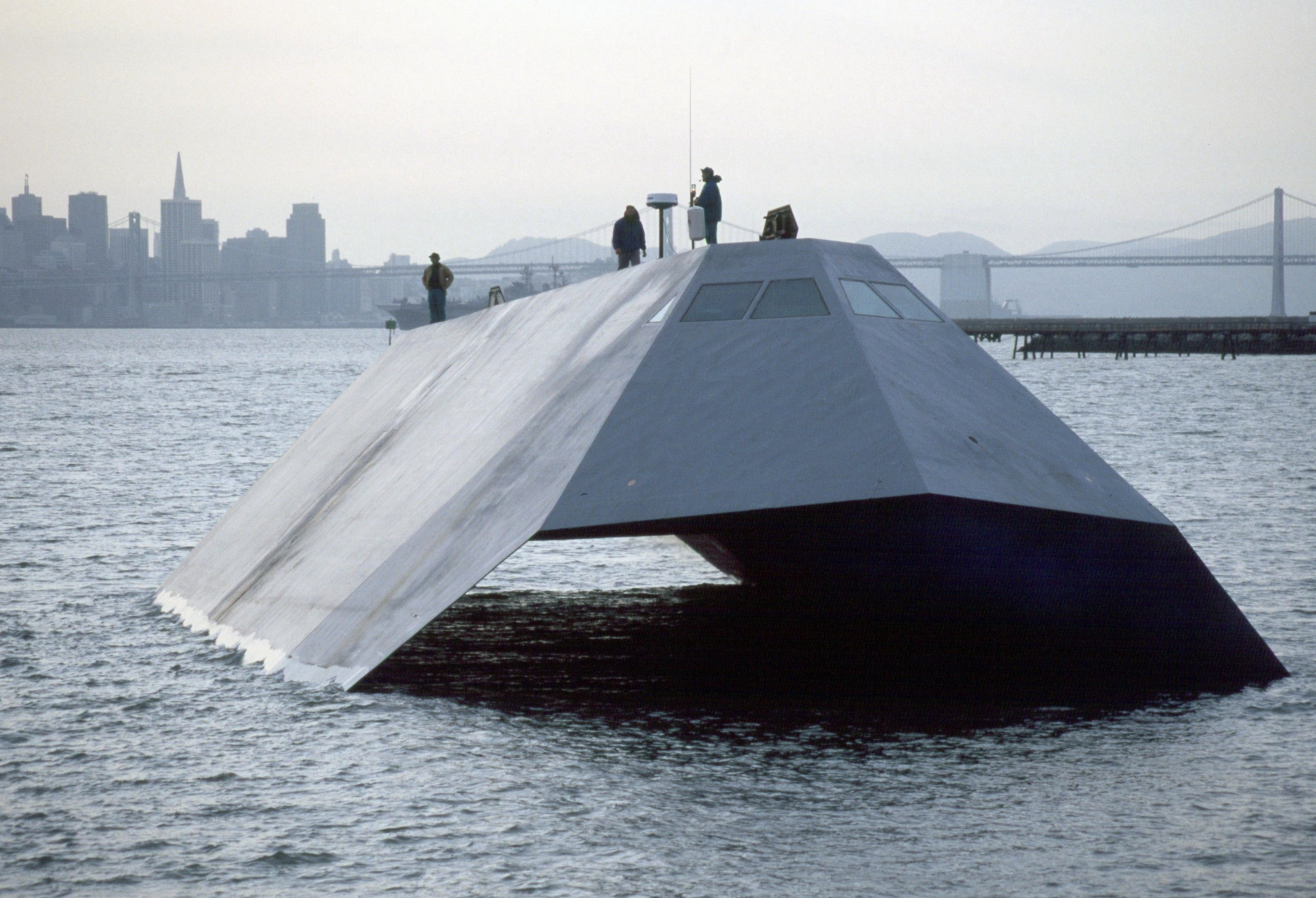
سفينة ظل البحر السرية التابعة للبحرية الأمريكية.

يسبق اسم كل سفينة حروف (USS) وتعني سفينة الولايات المتحدة وبعدها يأتي الاسم وغالبا ما تكون على أسماء أشخاص مهمين أو جنود شجعان أو على أسماء مدن. يتم إعطاء كل سفينة تصنيف بدن الرسالة المستندة إلى الرمز (على سبيل المثال، CVN أو نائب المدير العام) للإشارة إلى نوع السفينة والعدد. وتوضع جميع السفن في جرد البحرية في السجل سفينة البحرية، التي تشكل جزءًا من «قائمة البحرية» (التي تنص عليها المادة 29 من اتفاقية الأمم المتحدة لقانون البحار).
السجل يتابع البيانات مثل الوضع الحالي للسفينة، من تاريخ التكليف لها، وتاريخ وقف العمل به. ويقال أن السفن التي يتم إزالتها من السجل قبل التخلص منها ليتم حذفها من التسجيل. القوات البحرية تحافظ على أسطول من السفن غير نشط الاحتياطي التي يتم الاحتفاظ بها لإعادة تنشيط في أوقات الحاجة.
وكانت البحرية الأميركية إحدى أوَّل البحريَّات المثبتة للمفاعلات النووية على متن سفن البحرية؛ وتنشيط قوى الطاقة النووية في كل من ناقلات الطائرات الأمريكية والغواصات أيضا. اثنين من المفاعلات البحرية تعطي السفينة نطاق غير محدود تقريبا وتوفر ما يكفي من الطاقة الكهربائية لمد مدينة ذات 100,000 شخص بالطاقة. من قطع البحرية الأمريكية التي تعمل بالطاقة النووية: الطرادات والمدمرات.

### حاملات الطائرات

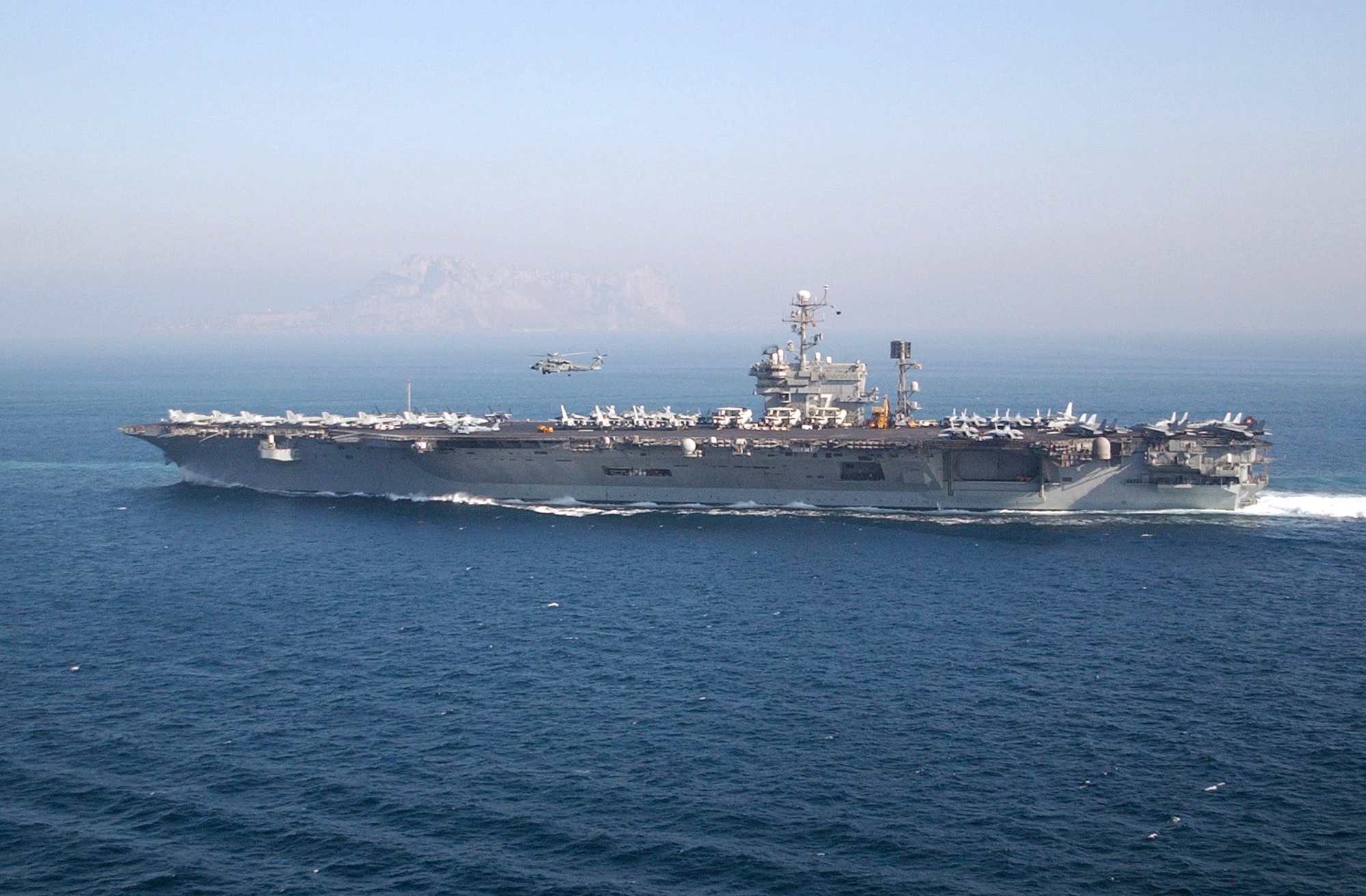
حاملة الطائرات الأمريكية يو إس إس جون كينيدي (CV-67).

وضعت قيادات البحرية الأمريكية قانون ينص على أنه يجب أن تكون هناك 11 حاملة طائرات على الأقل في الخدمة في أي وقت. وتنتشر عادة حاملة جنبا إلى جنب مع مجموعة من سفن إضافية، تُشكل مجموعة هجومية لحاملة. وكلف السفن الداعمة، والتي تشمل عادة ثلاث أو أربع مدمرات مزودة طرادات ومدمرات وفرقاطة وغواصة، الهجوم في أزواج، مع حماية الناقل من الهواء، والصواريخ والبحرية، والتهديدات تحت سطح البحر، فضلا عن توفير قدرات ضاربة. يتم توفير الدعم اللوجستي استعداد للعدو عن طريق الجمع بين مزيتة، ذخيرة، وسفينة امدادات.
بعض أبرز حاملات الطائرات: حاملة الطائرات الأمريكية يو إس إس إنتربرايز ويو إس إس كارل فينسن ويو إس إس هاري ترومان (CVN - 75) ويو إس إس جون كينيدي (CV-67) ويو إس إس جون ستينيس (CVN - 74) ويو إس إس جورج بوش (CVN-77) وغيرها الكثير.
و تقسم حاملات طائلرات إسطول البحرية الأمريكية إلى ثلاثة مجموعات هي:
- صنف حاملات طائرات إنتربرايز: (حاملة طائرات واحدة قيد الخدمة)
- صنف حاملات طائرات نيميتز: (10 حاملات طائرات قيد الخدمة)
- صنف حاملات طائرات جيرالد فورد: (واحدة يتم بنائها حالياً و2 سوف يتم بنائها قريباً)

### السفن والوحدات البرمائية

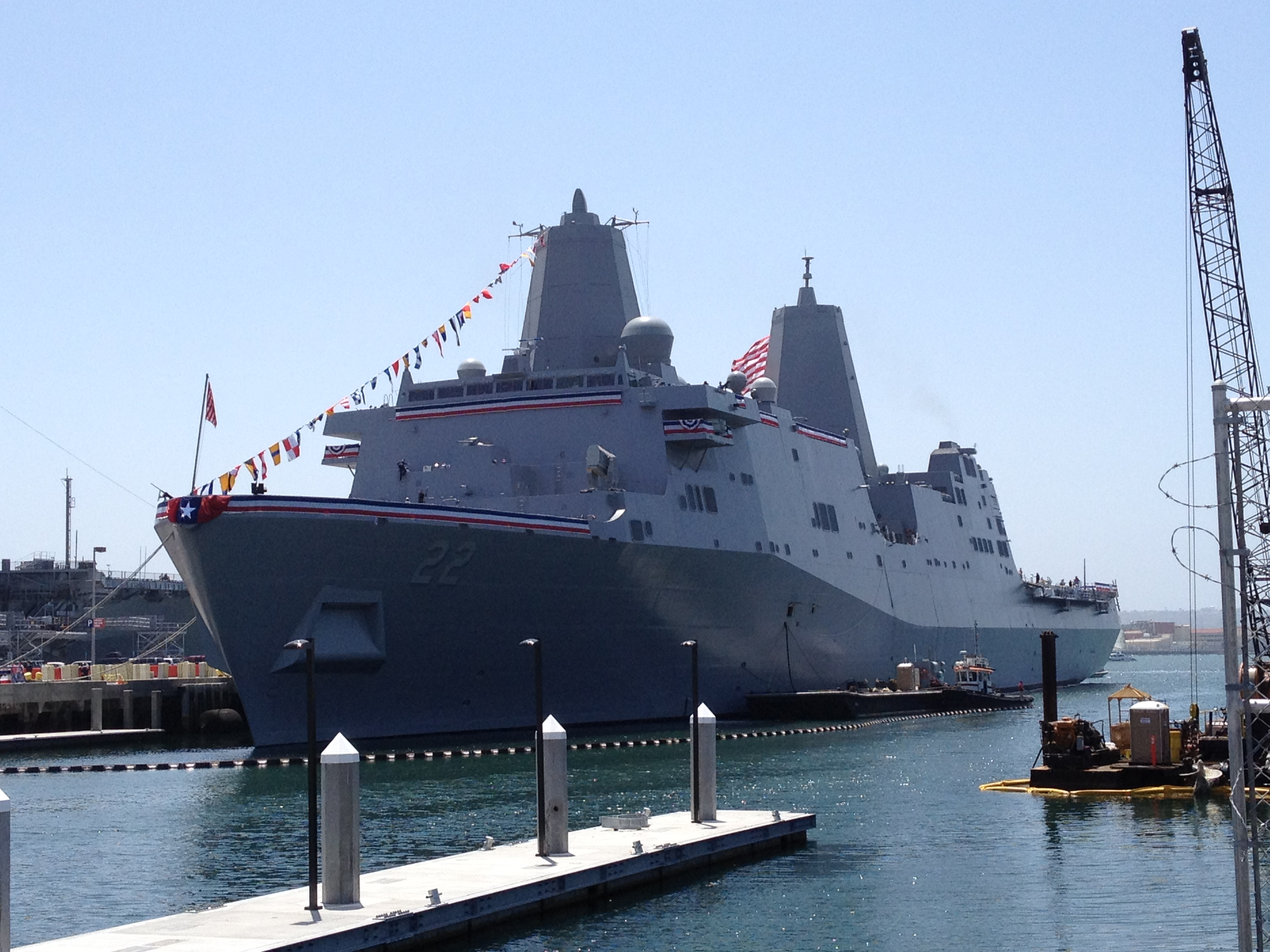
السفينة البرمائية يو إس إس سان دييغو.

تقدم هذه القطع قيادة وتنسيق ودعم كامل لجميع عناصر وحدة مكونة من 2200 جندي مشاة البحرية في هجوم برمائي، باستخدام نظم قتال جويَّة والمركبات البرمائية. تشبه حاملات الطائرات الصغيرة وسفن والطائرات ذات الأجنحة الدوارة. سطح السفينة مصمم بشكل جيد لدعم استخدام سفن الإنزال ووسادة هوائية (LCAC) وغيرها من الزوارق البرمائية الهجومية. مؤخرا، أخذت السفن هجومية برمائية تُنشر باعتبارها جوهر القوة الضاربة، والذي يتألف عادة من بضعة سفن نقل برمائية إضافية وحوض سفينة انزال برمائية للحرب وطراد ايجيس مجهزة تجهيزا ومدمرة، وفرقاطة، وغواصة هجومية.
هناك أيضًا أحواض نقل برمائية مصممة لنقل مشاة البحرية واللوازم والمعدات خلال البعثات والحرب البرمائية، وهي ذات منصة هبوط، وتتولى مهمة دعم الطيران الثانوية لمجموعة التدخل السريع. يمكن لجميع احواض النقل البرمائية أن تحمل طائرات مروحية، LCACs، وغيرها من المركبات البرمائية التقليدية، كما تمَّ تصميم نوعٌ من الحاملات يحمل اسم سان انطونيو لنقل «الثالوث»، أي أبرز ثلاث قطع من سلاح مشاة البحرية: مركبات القتال الاستطلاعية (EFVs)، و22 طائرة tiltrotor أوسبري، وLCACs التي سبق ذكرها، ومن هذه السفن يو إس إس سان دييغو. تتم تسمية احواض النقل البرمائية تيمنًا بدن، فيما عدا القطعة الرئيسيَّة منها ميسا يو إس إس (LPD-19)، التي سميت باسم منطقة ميسا الوطنية في ولاية كولورادو، وثلاثة من فئة السفن سان أنطونيو التي حصلت على اسمها في ذكرى 11 سبتمبر 2001.
تُعد سفن الانزال البرمائية للنقل المتوسط، ويتم تصميمها خصيصا لدعم وتشغيل وسائد الهواء (LCACs)، على الرغم من أنها قادرة على تشغيل مركبات أخرى هجومية برمائية في اسطول الولايات المتحدة أيضا. وتنتشر عادة سفن الانزال بوصفها عنصرا من عناصر القوة الضاربة وقدرتها الهجومية البرمائية، وتعمل كمنصة إطلاق ثانوية لوسائد الهواء. يتم تسمية جميع السفن الانزال تيمنًا بمواقع في الولايات المتحدة.
وتقسم السفن البرمائية والبحرية إلى أقسام عديدة منها:
- فئات سفن القتال السريعة

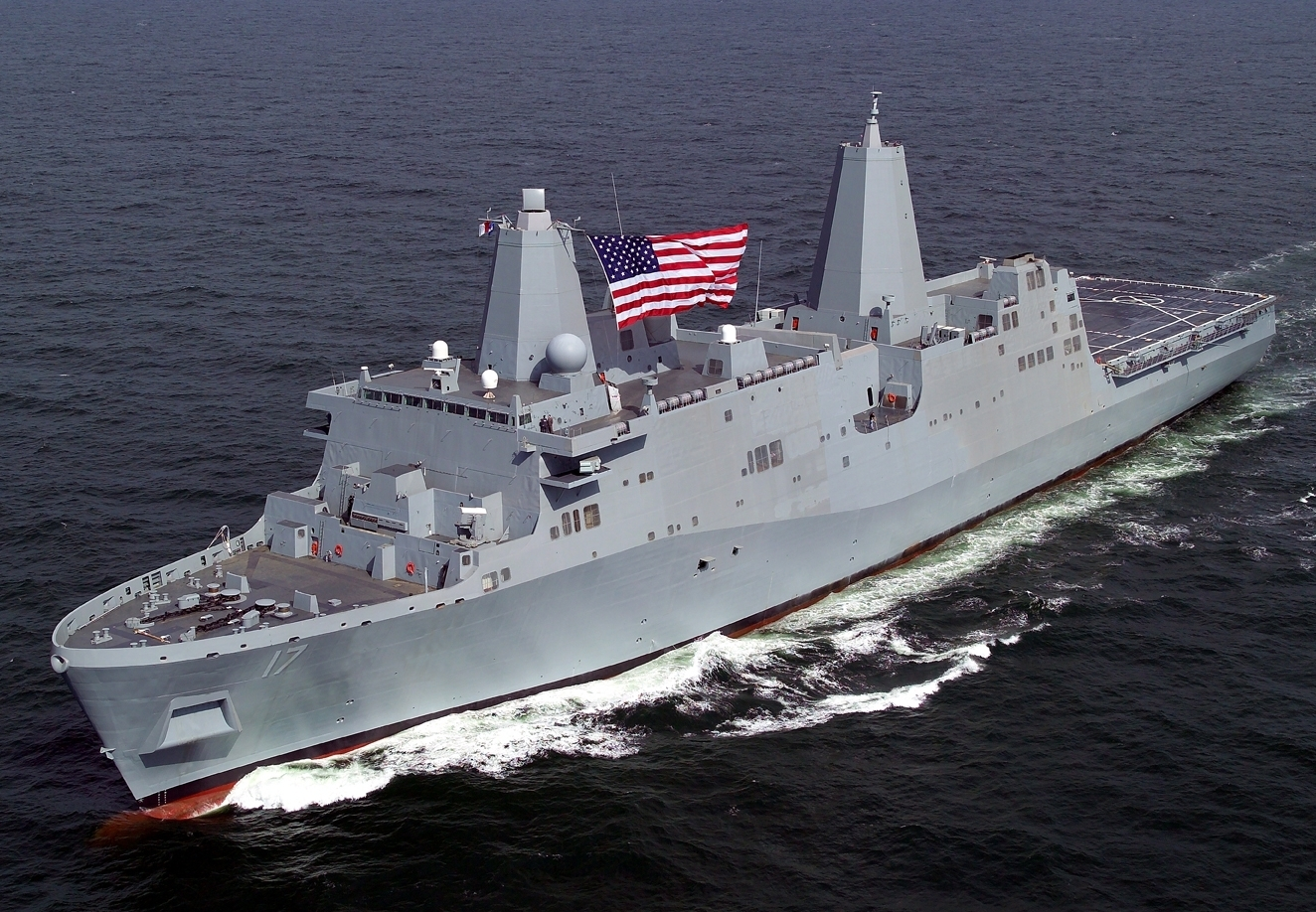
سفينة سان أنطونيو التابعة لفئة سفن سان أنطونيو.

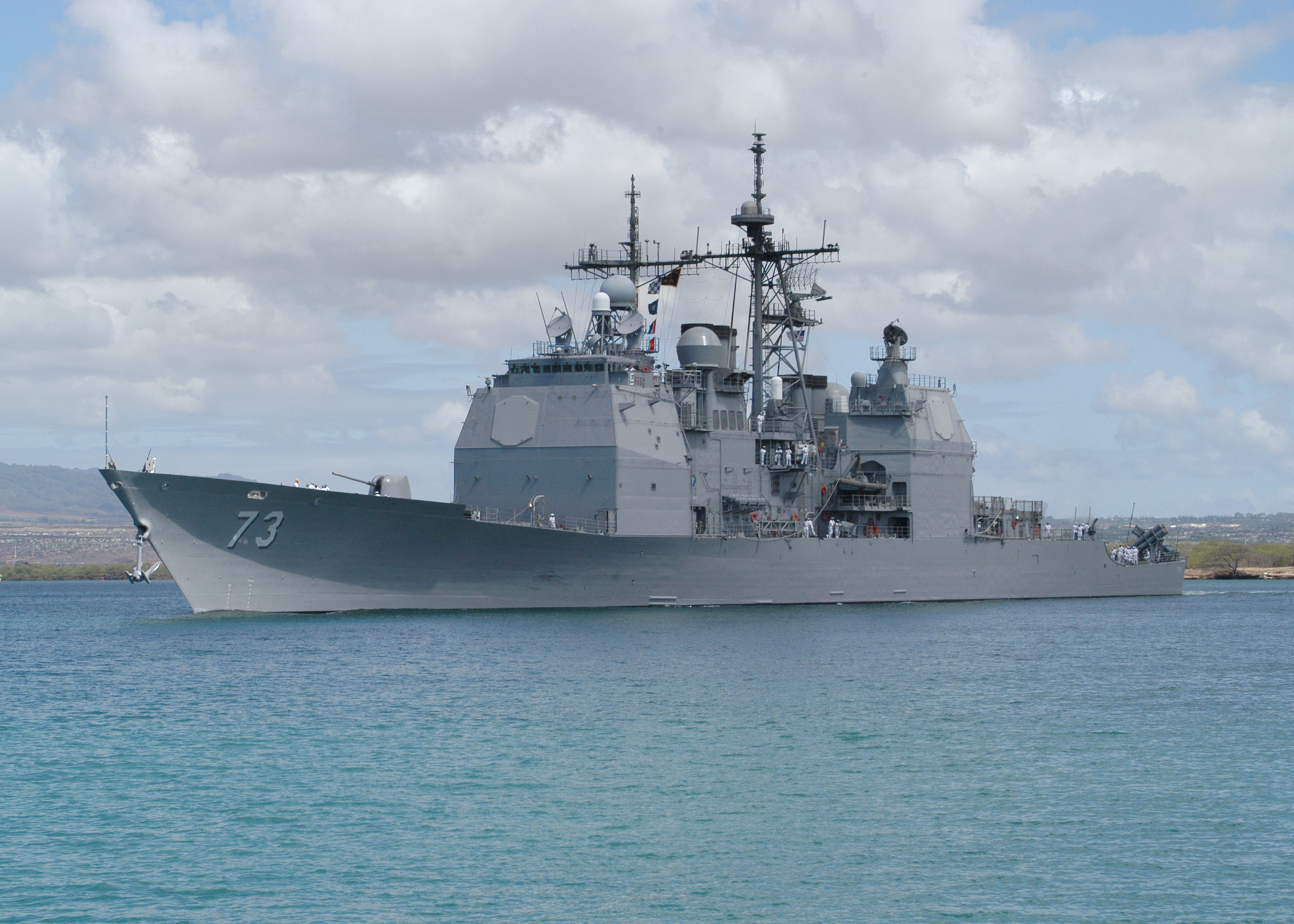
سفينة يو إس إس بورت رويال.

  - فئة سفن تاراوا: (سفينة واحدة قيد الخدمة و4 متقاعدة)
  - فئة سفن واسب: (8 سفن قيد الخدمة)
  - فئة سفن أمريكا: (سفينة واحدة يتم بناءها و3 على الأقل سوف يتم بناءها)
- فئات السفن المقاتلة وسفن النقل
  - فئة سفن أوستن: (2 قيد الخدمة و10 سفن متقاعدة)
  - فئة سفن سان أنطونيو: (5 سفن قيد الخدمة و4 سفن يتم إنشائها حالياً وسفينة واحدة سوف يتم بناءها عن قريب)
- سفن تستخدم لنقل الجنود والسفن الصغيرة والزوارق
  - فئة سفن جزيرة ويدي: (8 سفن قيد الخدمة)
  - فئة سفن هاربر فيري: (4 سفن قيد الخدمة)

### سفن السطح
تتألف من سفن كثيرة أكترها الطرادات. وقد وضعت طرادات الصواريخ الموجهة بسبب الحاجة للتصدي لتهديد الصواريخ المضادة للسفن التي تواجه بحرية الولايات المتحدة. هذا أدى إلى تطوير رادار المصفوفة على مراحل AN/SPY-1 وصاروخ قياسي مع نظام ايجيس القتالية. أصبحت الطرادات من طراز «تيكونديروجا» طرادات الدفاع المضادة للطائرات والصواريخ الرئيسيَّة في المعارك. ظهرت في وقت لاحق تطورات على نظم الإطلاق الرأسي وصواريخ توماهوك، فبرزت طرادات إضافية بعيدة المدى برا وبحرا قادرة على توجيه ضربات عسكرية باستخدام هذه النظم، مما يجعلها قادرة على القيام بعمليات هجومية ودفاعية على حد سواء. وتمت تسمية جميع طرادات منذ CG-47 تيمنًا بمعارك شهيرة مع يو إس إس إس غيتس توماس (CG-51).
المدمرات متعددة المهام قادرة على أداء مستدام، وهي مضادة للطائرات، ومضادة للغواصات، وتتولى الضربات المضادة للسفن. تركز المُدمرات على الضربات السطحيَّة مثلها في ذلك مثل الطرادات، وذلك باستخدام صواريخ توماهوك، وتتولى الدفاع عن الأسطول من خلال نظم صواريخ ايجيس والصواريخ قياسية. وبالإضافة إلى ذلك هناك مدمرات متخصصة في قتال للغواصات، وهي مجهزة بصواريخ VLA ومروحيات إس إيتش-60 سي هوك للتعامل مع التهديدات تحت الماء. تتم تسمية المدمرات تيمنًا بجنود البحرية الذين قدموا التضحيات والأبطال، منذ عهد بينبريدج يو إس إس (DD-1).

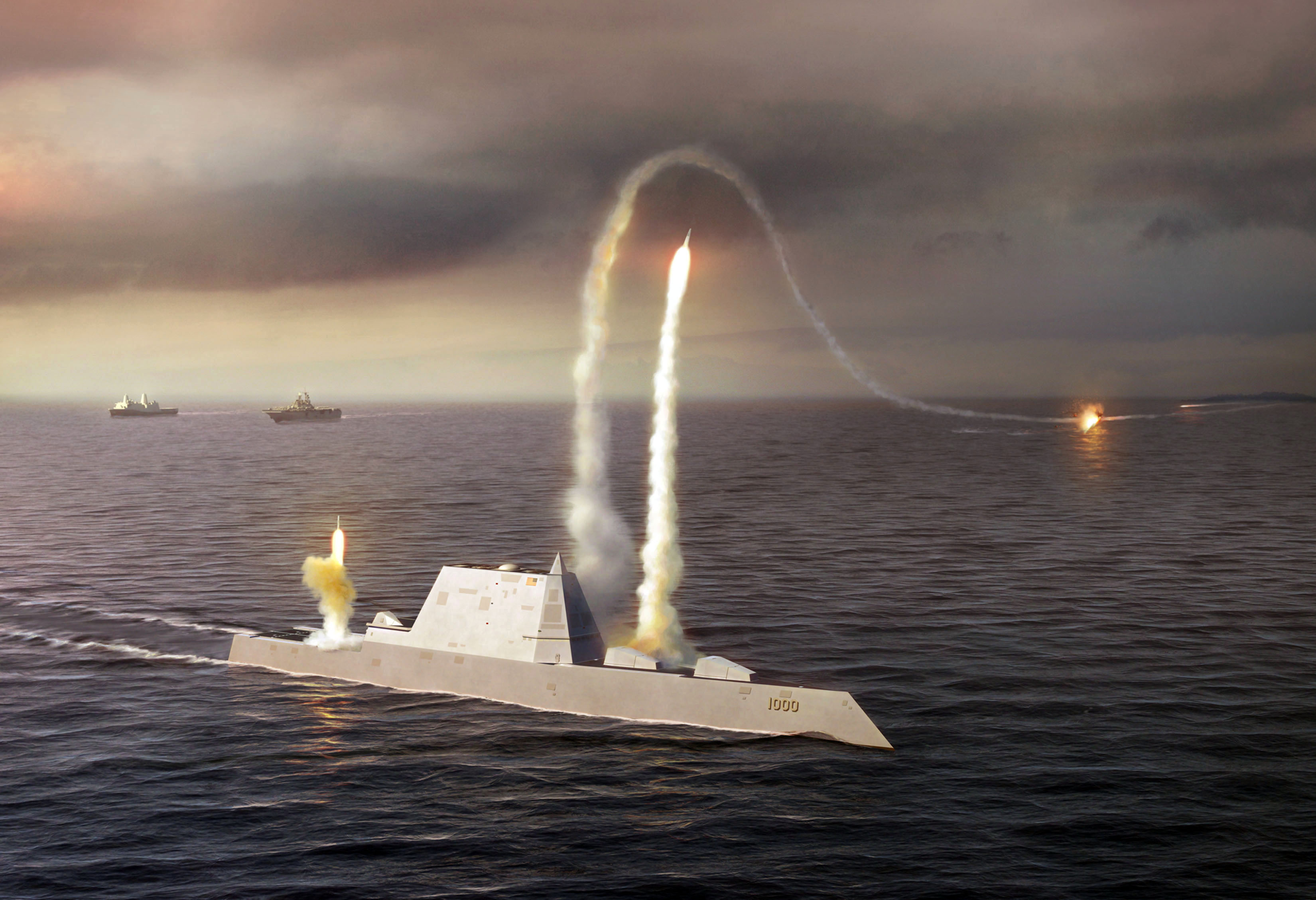
رسمة لمدمرة من فئة زوموالت الجديدة التي سوف يتم إدخالها الخدمة.

هناك سفن أخرى مصممة لحماية السفن المدنية ضد الغواصات المعادية في البيئات الأقل تهديدا والبيئات المتوسطة، وذلك باستخدام توربيدات ومروحيات خاصة، كذلك هناك فرقاطات مخصصة للقيام بمهام مكافحة تهريب المخدرات وغيرها من عمليات الاعتراض البحري. من المُتوقع أن توضع جميع فرقاطات العاملة الحالية خارج الخدمة بحلول عام 2020، وأن يتم إدخال السفن القتالية الساحلية حيز التنفيذ.
يتم تقسيم سفن البحرية الأمريكية إلى فئات متعددة مختلفة المهام، ومنها:
- الطرادات
  - فئة تيكونديروغا: (22 قيد الخدمة 5 متقاعدة)
- المدمرات
  - فئة أرلي بيورك: (60 قيد الخدمة وواحدة سوف تدخل الخدمة عن قريب، وواحدة يتم بنائها حالياً وعلى الأقل ثلاثة أخرى).
  - فئة زوموالت: وهي الجيل الجديد من المدمرات الأمريكية التي لن تملكها أي دولة أخرى بسبب التقنية العالية السرية (3 سوف يتم بناءها عن قريب).
- الفرقاطات
  - فئة أوليفر هازارد بيرري: (19 قيد الخدمة و8 احتياط و24 متقاعدة).

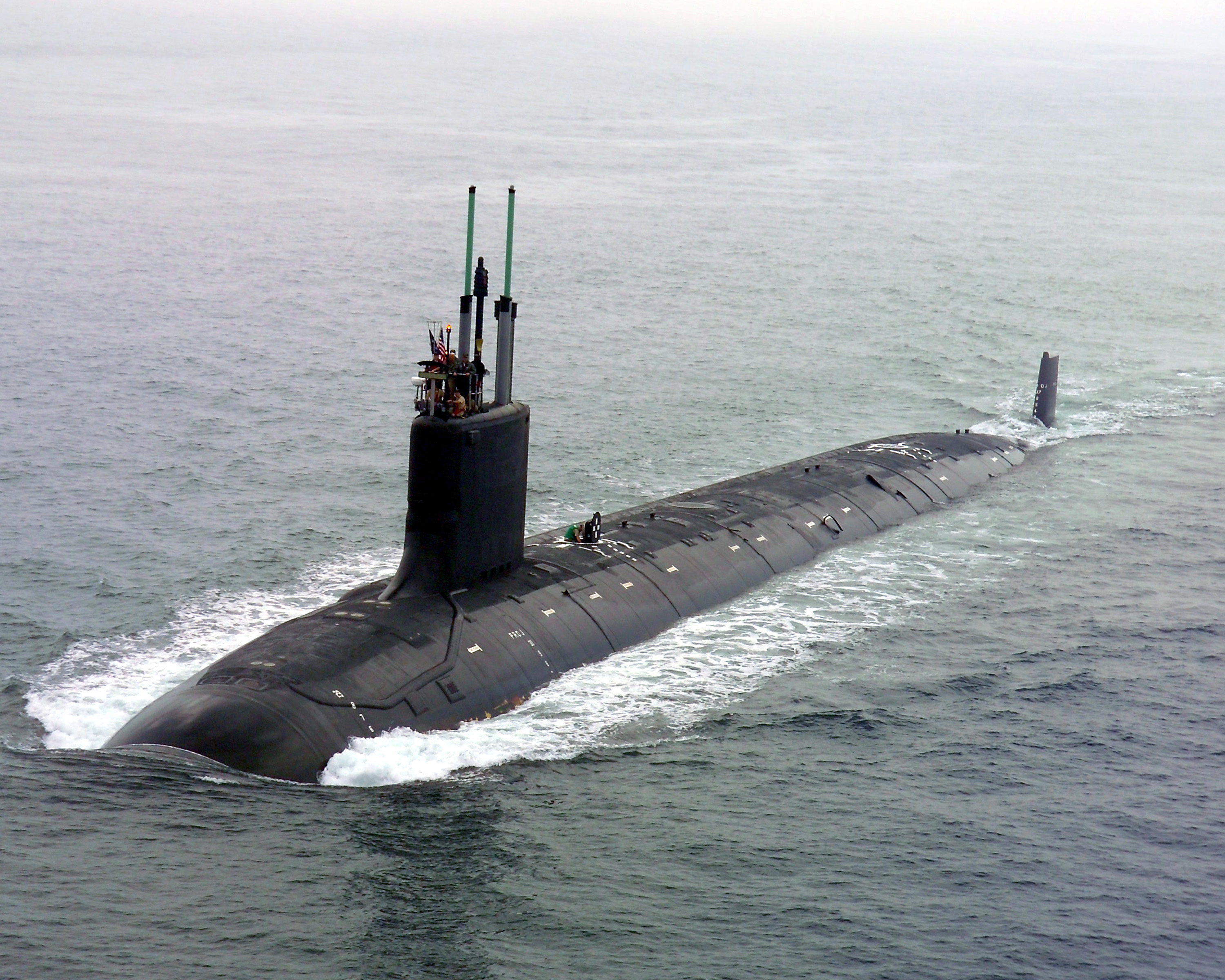
الغواصة الأمريكية يو إس إس فيرجينيا.

### الغواصات
من المهام الأساسية للغواصات في البحرية الأمريكية في وقت السلم المشاركة والمراقبة والاستخبارات والعمليات الخاصة، وفي زمن الحرب المشاركة بالضربات الدقيقة، والعمليات القتالية، والسيطرة على البحار. غواصات البحرية الأمريكية من نوعين: الغواصات البالستية والغواصات الهجومية. الغواصات البالستية لها مهمة واحدة فقط: حمل وإطلاق صواريخ ترايدنت النووية، أمَّا الغواصات الهجومية فتتولى مهمات تكتيكية عدة، كإطلاق صواريخ كروز، وجمع المعلومات الاستخبارية، والمساعدة في العمليات الخاصة. عادة ما تتم تسمية الغواصات الهجومية السابقة على فئة لوس أنجلوس تيمنًا بالمدن، في حين تتم تسمية فئة أوهايو والغواصات الهجومية تيمنًا بالمشاهير الأمريكيين.
تقسم غواصات البحرية الأمريكية الموضوعة قيد الخدمة إلى أربع مجموعات لكل واحدة منها مهام ومزايا مختلفة. وهذه المجموعات هي:
- فئة غواصات أوهايو: غواصات بالستية (18 قيد الخدمة حالياً بالإضافة إلى 4 حولت إلى مجموعات أخرى)
- فئة غواصات لوس أنجلوس: غواصات هجومية (43 قيد الخدمة و2 احتياط و17 متقاعدة)
- فئة غواصات سي ولف (ذئب البحر): غواصات هجومية (3 قيد الخدمة)
- فئة غواصات فيرجينيا: (7 قيد الخدمة بالإضافة إلى 3 يتم بنائها حالياً و4 تم طلبها وغيرها 4 على الأقل سوف يتم بنائها)

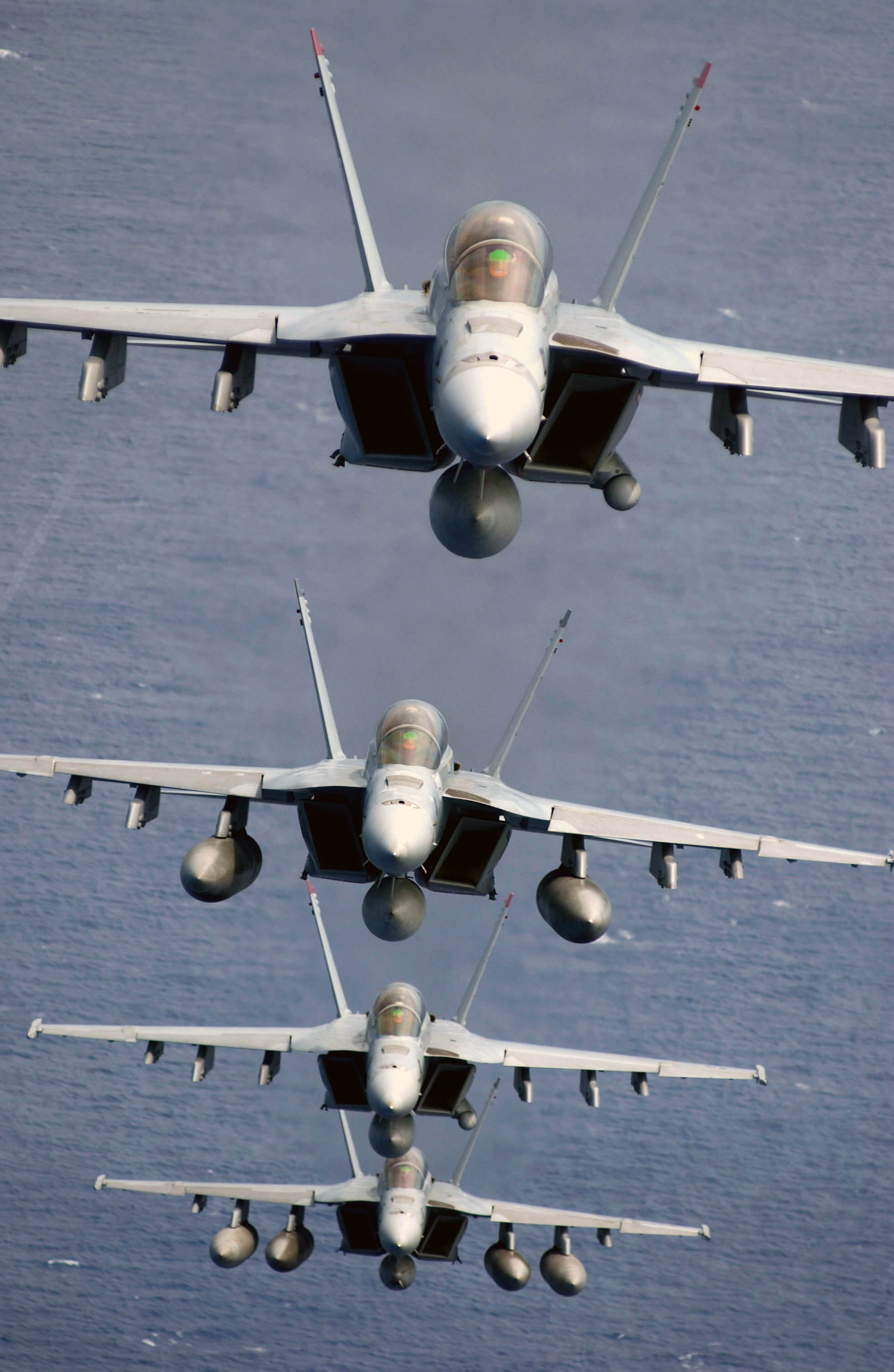
اربع طائرات إف/إيه-18 هورنت.

### الطائرات
بدأت البحرية الأمريكية استخدام الطائرات في عرض البحر خلال عقد 1910، وكلفت حاملة الطائرات الأولى، يو إس إس لانغلي، في عام 1911. بلغ طيران بحرية الولايات المتحدة الأمريكية أوج مجده وقوته خلال وبعد الحرب العالمية الثانية، عندما أصبح واضحا بعد الهجوم على بيرل هاربور، ومعركة بحر المرجان، ومعركة ميدواي أن حاملات الطائرات والطائرات التي على متنها تُشكِّلُ سلاحًا قويًا، فحلت محل السفن الحربية وأصبحت أفضل أسلحة البحار والمحيطات. لعبت طائرات البحرية الأمريكية دورا هاما في النزاعات خلال سنوات الحرب الباردة التالية، وكان أبرز طرازاتها: فانتوم F-4 وإف-14 توم كات، التي أصبحت الرموز العسكرية لتلك الحقبة. مقاتلة القوات البحرية وطائرات الهجوم الحاليَّة متعددة المهام، وهي تشتمل على: إف/إيه-18 هورنت، وقريبتها إف-35 لايتنيغ الثانية، كذلك هناك جيل جديد هو حالياً قيد التطوير، ومن المقرر أن تحل محل طرازين C وD من طائرات هورنت في عام 2012.

### الأسلحة
في الوقت الحالي أغلب الأسلحة المستعملة من قبل البحرية الأمريكية هي صواريخ سواء للهجوم أو للدفاع. ففي الناحية الهجوية تستخدم لضرب أهداف العدو من مسافات بعيدة وبدقة عالية وبسبب أنها سريعة يتم ضرب أهداف كبيرة ومهمة جدا بها لإحداث الضرر الكبير. أما عن الناحية الدفاعية فإن حماية السفن والطائرات التابعة للبحرية الأمريكية يتطلب تصنيع أجهزة وأنظمة دفاعية للحماية من أسلحة العدو. والأسلحة المفضلة من قبل البحرية الأمريكية هي بوينغ هاربون وبي جي إم-109 توماهوك.
الأسلحة النووية للبحرية الأمريكية يتم وضعها على متن الغواصات والطائرات البالستية. وتستعمل العديد من الصواريخ الخاصة لحمل الرؤوس النووية ويتم تطوير صاروخ جديد ليدخل الخدمة سنة 2020 وستكون كلفة صنع الواحد منها 30.9 مليون دولار أمريكي.

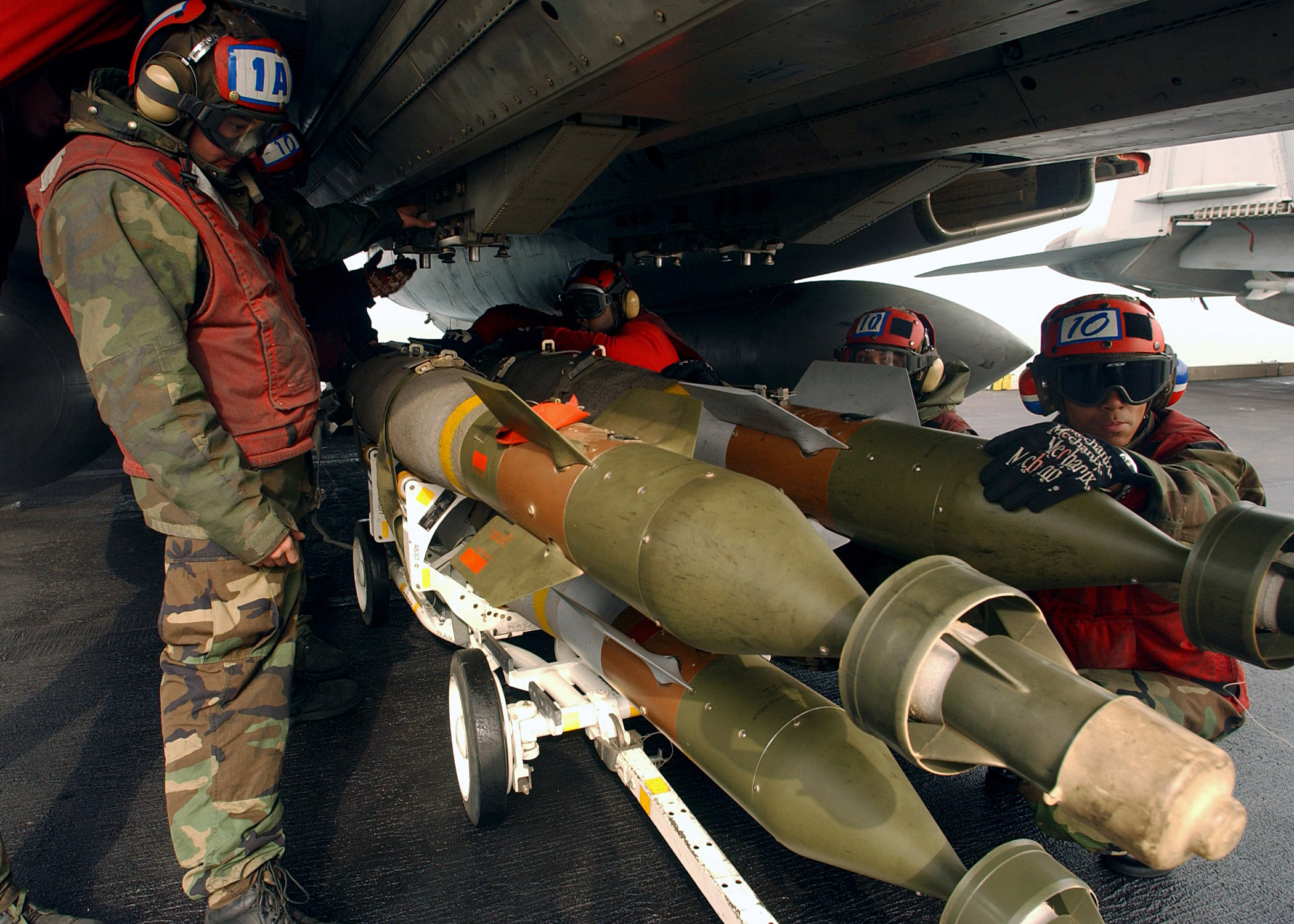
جنود يحملون الصواريخ على الطائرة قبل أن تقلع.

تملك بحرية الولايات المتحدة الكثير من الأسلحة المتطورة ويتم العمل عليها ليتم تطويرها يومياً ومن هذه الأسلحة:
- نظام فالانكس (CIWS) الصاروخي نظام صاروخي
- الصاروخ ذو الهيكل الدوار (RIM-116) نظام صاروخي
- سي سبارو(RIM-7) نظام صاروخي
- بي جي إم-109 توماهوك صاروخ متطور
- بوينغ هاربون صاروخ متطور
- إيه آي إم-9 سايدويندر صاروخ متطور
- إيه آي إم-120 أمرام صاروخ متطور
- إيه.جي.إم-65 مافريك صاروخ متطور
- إيه جي إم-114 هيلفاير صاروخ موجه بالليزر
- طوربيد مارك 54 (MK 54)
- إم-61 فولكان ومدفع رشاش هيدروليكي
- قنبلة عنقودية قنبلة عنقودية تم تطويرها
- صاروخ باليستي عابر للقارات صواريخ بعيدة المدى (أي أن مداها أكبر من 5.500 كم أو 3.500 ميل) ويمكن وضع أكثر من رأس نووي عليه.

ويوجد غيرها الكثير من الصواريخ والطوربيدات والرشاشات الألية وغيرها كأنظمة إطلاق الصواريخ التي تطلق من السفن وحاملات الطائرات والطائرات والغواصات التي يحمل العديد منها رؤوس نووية.

## تنظيمات أخرى

### العلم البحري

العلم البحري الأمريكي السابق

العلم البحري (بالإنجليزية: Naval Jack)‏ هو علم يتم وضعه أعلى سارية السفينة إلى جانب العلم الأمريكي. والعلم البحري الحالي هو نفسه الذي استخدمته البحرية لأول مرة ويتكون من علم مخطط بخطوط حمراء وبيضاء بالعرض وفي المنتصف توجد أفعى صفراء وكتابة "Don't trade on me" وهو ما يعني «لا تخني».
وقد تم العودة إلى هذا الشعار بعد أحداث 11 سبتمبر بأمر من قيادات البحرية العلية. يذكر أن العلم المستخدم قبل أحداث 11 سبتمبر كان علم ذو خلفية زرقاء و50 نجمة بيضاء وهو نفسه الذي يظهر في أعلى العلم الأمريكي من الجهة اليسرى. بالرغم من كل هذا فإن العلم الأول ذو الأفعى الصفراء يتم وضعه حتى الآن على أقدم سفن البحرية.

### زي القوات البحرية للولايات المتحدة
يرتدي الجنود، أو البحارة كما يسمون، لباس موحد ولديهم أكثر من ثلاثة بدلات مختلفة، منها لباس العمل ويرتدونه عند العمل على مهام مختلفة، ولباس القتال الذي يرتدونه عندما يكونون في اشتباك عسكري مع العدو، واللباس الرسمي الذي يرتدونه للحفلات والمناسبات الخاصة والعامة. ويحظى هذا الزي ومن يرتديه باحترام جميع الأمريكان بسبب الخدمة التي يقدمها من يرتديه إلى الولايات المتحدة الأمريكية.

### رتب البحرية الأمريكية

عميد بحري
لواء بحري
أمير البحار (أميرال)
أميرال الأسطول

## بحارة مشاهير
خدم جنود في البحرية الأمريكية وتركوا أثرهم بسبب الجهود والتضحيات التي قدموها. منهم جون بول جونز الذي كان بحارا أمريكيا من أصل اسكتلندي، وجون باري الذي كان بمرتبة ضابط في البحرية. وهناك بحار أخر اسمه جيمز لورانس الذي مات وهو يقاتل ويقال عنه أن أخر كلماته كانت «لا تخسروا السفينة للعدو». وغيرهم الكثيرون.
يذكر أن من الرؤساء الأمريكان من خدم في البحرية. مثل جون كينيدي وليندون جونسون وريتشارد نيكسون وجيرالد فورد وجيمي كارتر وجورج بوش الأب الذي كان طيارا في البحرية، وثيودور روزفلت وفرانكلين روزفلت فكل من هؤلاء خدم في شبابه كبحار للبحرية الأمريكية وبعدها أصبح رئيسا للولايات المتحدة الأمريكية.

## في الثقافة الشعبية
قدمت مجموعة فيلدج بيبيل أغنية سنة 1979 تدعى In the navy أي في البحرية. وقد استعانت البحرية الأمريكية بالأغنية عبر فيديو مصوَّر للمجموعة على حاملة طائرات للتشجيع على الانضمام للبحرية. ولكن وقع إيقاف الحملة الدعاية بعد مدة وجيزة نظراً للنقد حول استعمال المال العمومي في كليب مصور لمجموعة غنائية مثيرة للجدل.

## كتب
- Lehman، John (2001). On Seas of Glory - Heroic Men, Great Ships, and Epic Battles of the American Navy. ISBN:0-684-87176-9. {{استشهاد بكتاب}}: الوسيط غير المعروف |langue= تم تجاهله يقترح استخدام |language= (مساعدة)
- بي دي إف  (بالإنجليزية) John B. Hattendorf et D. Fhill, The Evolution of the U.S. Navy’s Maritime Strategy, 1977–1986 نسخة محفوظة 27 مارس 2009 على موقع واي باك مشين., Naval War College, 1989
- Howarth, Steven. To Shining Sea: A history of the United States Navy 1776-1991. New York: Random House, 1991. ISBN 0-394-57662-4
- Love, Robert W. Jr. History of the U.S. Navy Volume One: 1775-1941. Harrisburg: Stackpole Books, 1992. ISBN 0-8117-1862-X